# Sphaerosoma vallombrosae
Sphaerosoma vallombrosae is een keversoort uit de familie Alexiidae. De wetenschappelijke naam van de soort is voor het eerst geldig gepubliceerd in 1885 door Reitter.